# Liste der Einträge im National Register of Historic Places im Crow Wing County

Lage des Crow Wing County in Minnesota

Die Liste der Einträge im National Register of Historic Places im Crow Wing County in Minnesota führt alle Bauwerke und historischen Stätten im Crow Wing County auf, die in das National Register of Historic Places aufgenommen wurden.

## Legende
| NRHP | Historic Place    |
| HD   | Historic District |

## Aktuelle Einträge
| [ 2 ] | Name                                                                | Bild                                                                | Eintragsdatum        | Lage | Ort                  | Beschreibung |
| ----- | ------------------------------------------------------------------- | ------------------------------------------------------------------- | -------------------- | --- | -------------------- | --- |
| 1     | Brainerd Public Library                                             | Brainerd Public Library                                             | 1980 ID-Nr. 80002022 | 206 North 7th Street 46° 21′ 30,3″ N, 94° 11′ 55,8″ W                                                           | Brainerd             | 1904 errichtete Carnegie-Bibliothek |
| 2     | Brainerd Water Tower                                                | Brainerd Water Tower                                                | 1974 ID-Nr. 74001014 | Washington Street Ecke 6th Street 46° 21′ 28,3″ N, 94° 12′ 0,8″ W                                               | Brainerd             | 1921 errichteter Wasserturm im damals modernen Design |
| 3     | Bridge No. 5265-Garrison                                            | Bridge No. 5265-Garrison                                            | 1998 ID-Nr. 98000681 | Brücke des US 169 nahe dem Mille Lacs Lake 46° 17′ 14,9″ N, 93° 49′ 25,1″ W                                     | Garrison             | 1938 vom Civilian Conservation Corps errichtete steinerne Bogenbrücke |
| 4     | H. H. Broach House                                                  | H. H. Broach House                                                  | 1980 ID-Nr. 80002037 | Pequot Boulevard 46° 35′ 53″ N, 94° 19′ 31″ W                                                                   | Pequot Lakes         | 1920 errichtetes Sommerhaus |
| 5     | A.L. Cole Memorial Building                                         | A.L. Cole Memorial Building                                         | 2004 ID-Nr. 04000530 | 4285 Tower Square 46° 36′ 13″ N, 94° 18′ 51″ W                                                                  | Pequot Lakes         | 1937 von der Works Progress Administration errichtetes Versammlungshaus, das lange als Kino diente; heute Museum der Pequot Lakes Historical Society                                |
| 6     | Crow Wing County Courthouse and Jail                                | Crow Wing County Courthouse and Jail                                | 1980 ID-Nr. 80002023 | 326 Laurel Street 46° 21′ 19,6″ N, 94° 12′ 13,3″ W                                                              | Brainerd             | 1920 im Beaux-Arts-Stil errichtetes Gerichts- und Verwaltungsgebäude |
| 7     | Crow Wing State Park                                                | Crow Wing State Park                                                | 1970 ID-Nr. 70000288 | Abseits der MN 371 46° 16′ 36,5″ N, 94° 20′ 16,6″ W                                                             | Baxter               | präkolumbischer Siedlungsplatz und die Stelle, an der die frühere Stadt Old Crow Wing lag                                                                                           |
| 8     | Deerwood Auditorium                                                 | Deerwood Auditorium                                                 | 1995 ID-Nr. 95001376 | 27 East Forest Road 46° 28′ 30,3″ N, 93° 53′ 59,5″ W                                                            | Deerwood             | 1937 von der Works Progress Administration im Stil der Moderne errichtetes Versammlungshaus                                                                                         |
| 9     | Elevated Metal Water Tank, Crosby                                   | Elevated Metal Water Tank, Crosby                                   | 1980 ID-Nr. 80002027 | Westseite der 1st Avenue, East zwischen 1st Street und 2nd Street, North 46° 29′ 2,2″ N, 93° 57′ 3,2″ W         | Crosby               | |
| 10    | Elevated Metal Water Tank, Cuyuna                                   | Elevated Metal Water Tank, Cuyuna                                   | 1980 ID-Nr. 80002028 | Northern side of North St. west of Chicago Ave. 46° 31′ 8,9″ N, 93° 55′ 21,3″ W                                 | Cuyuna               | |
| 11    | Elevated Metal Water Tank, Deerwood                                 | Elevated Metal Water Tank, Deerwood                                 | 1980 ID-Nr. 80002029 | 211 Maple Street 46° 28′ 32,3″ N, 93° 53′ 57,9″ W                                                               | Deerwood             | |
| 12    | Elevated Metal Water Tank, Ironton                                  | Elevated Metal Water Tank, Ironton                                  | 1980 ID-Nr. 80002030 | Südseite der 7th Street westlich der Viola Avenue 46° 28′ 27,9″ N, 93° 58′ 33,6″ W                              | Ironton              | |
| 13    | Elevated Metal Water Tank, Trommald                                 | Elevated Metal Water Tank, Trommald                                 | 1980 ID-Nr. 80002038 | In Trommald 46° 30′ 25,7″ N, 94° 1′ 14,3″ W                                                                     | Trommald             | |
| 14    | Wilford H. Fawcett House                                            | Wilford H. Fawcett House                                            | 1980 ID-Nr. 80002036 | Abseits des County Highway 4 46° 35′ 23,6″ N, 94° 12′ 28,7″ W                                                   | Breezy Point         | 1928 errichtetes Blockhaus des Verlegers Wilford H. Fawcett; heute Teil eines Resorts                                                                                               |
| 15    | Fort Flatmouth Mounds                                               |                                                                     | 1973 ID-Nr. 73000975 | Adresse nicht veröffentlicht                                                                                    | Crosslake            | Acht Mounds am Ufer des Cross Lake |
| 16    | Franklin Junior High School                                         | Franklin Junior High School                                         | 2009 ID-Nr. 09000406 | 1001 Kingwood Street 46° 21′ 34,3″ N, 94° 11′ 38,2″ W                                                           | Brainerd             | 1932 im neugotischen Stil errichtetes Schulgebäude |
| 17    | Gordon-Schaust Site                                                 |                                                                     | 1974 ID-Nr. 74001015 | Adresse nicht veröffentlicht                                                                                    | Crosslake            | Gruppe von Mounds am Ufer des Cross Lake |
| 18    | Grand View Lodge                                                    | Grand View Lodge                                                    | 1980 ID-Nr. 80002034 | Abseits des County Highway 77 46° 29′ 34,5″ N, 94° 18′ 54,8″ W                                                  | Nisswa               | 1918 errichtetes Resort |
| 19    | Werner Hemstead House                                               | Werner Hemstead House                                               | 1980 ID-Nr. 80002024 | 303 North 4th Street 46° 21′ 33,8″ N, 94° 12′ 14,8″ W                                                           | Brainerd             | 1903 errichtetes Wohnhaus eines Lokalpolitikers |
| 20    | Ironton City Hall                                                   | Ironton City Hall                                                   | 2002 ID-Nr. 02000637 | 309 3rd Street 46° 28′ 43,8″ N, 93° 58′ 37,9″ W                                                                 | Ironton              | 1917 errichtetes Rathaus |
| 21    | Ironton Sintering Plant Complex                                     | Ironton Sintering Plant Complex                                     | 1980 ID-Nr. 80002031 | County Highway 30 46° 29′ 22″ N, 93° 58′ 26″ W                                                                  | Crosby               | 1924 errichtete Fabrik |
| 22    | Milford Mine Historic District                                      | Milford Mine Historic District                                      | 2011 ID-Nr. 11000525 | Rund eine Meile südwestlich der Kreuzung von MN 6 und County Road 30 46° 32′ 5″ N, 93° 58′ 15″ W                | Wolford Township     | Reste der Milford Mine, die von 1912 bis 1932 aktiv war; Ort eines schweren Grubenunglücks im Jahr 1924, bei dem 41 Bergleute ums Leben kamen; heute der Milford Mine Memorial Park |
| 23    | Minnesota and International Railroad Freight House and Shelter Shed | Minnesota and International Railroad Freight House and Shelter Shed | 1980 ID-Nr. 80002033 | County Highway 30 46° 30′ 6″ N, 94° 15′ 31,2″ W                                                                 | Nisswa               | 1918 errichteter Bahnhof |
| 24    | Minnewawa Lodge                                                     | Minnewawa Lodge                                                     | 1980 ID-Nr. 80002035 | County Highway 13 46° 30′ 34,2″ N, 94° 16′ 1,7″ W                                                               | Nisswa               | In den 1890er Jahren errichtetes Resort |
| 25    | Northern Pacific Railroad Shops Historic District                   | Northern Pacific Railroad Shops Historic District                   | 1989 ID-Nr. 88003024 | Abgegrenzt durch 13th Stree, Laurel Street und die Eisenbahngleise der BNSF Railway 46° 21′ 23″ N, 94° 11′ 3″ W | Brainerd             | Zwischen 1882 und 1925 errichtete Eisenbahnwerkstätten |
| 26    | Parker Building                                                     | Parker Building                                                     | 1980 ID-Nr. 80002025 | 623 Laurel Street 46° 21′ 21,4″ N, 94° 11′ 58,5″ W                                                              | Brainerd             | 1909 errichtetes Geschäftshaus |
| 27    | Red River Trail: Crow Wing Section                                  | Red River Trail: Crow Wing Section                                  | 1991 ID-Nr. 90002201 | Abseits des County Highway 27 im Crow Wing State Park 46° 16′ 30″ N, 94° 20′ 11,4″ W                            | Fort Ripley Township | Übergang des Red River Trail, ein im 19. Jahrhundert bestehenden Handelsweg des Pelzhandels, über den Mississippi                                                                   |
| 28    | Sebre Lake Site (21-CW-55)                                          |                                                                     | 1984 ID-Nr. 84000445 | Adresse nicht veröffentlicht                                                                                    | Fort Ripley          | Begräbnisstätten aus der Zeit zwischen 3000 v. Chr. und 900 n. Chr. |
| 29    | Soo Line Depot                                                      | Soo Line Depot                                                      | 1980 ID-Nr. 80002026 | 1st Street, North Ecke 1st Avenue, East 46° 29′ 1,1″ N, 93° 57′ 0,7″ W                                          | Crosby               | 1910 errichtete Verladestation von Eisenerz auf die Eisenbahn; heute Museum |
| 30    | Spina Hotel                                                         | Spina Hotel                                                         | 1980 ID-Nr. 80002032 | Curtis Avenue Ecke 4th Street 46° 28′ 40″ N, 93° 58′ 35,7″ W                                                    | Ironton              | 1913 errichtetes Hotel |
| 31    | St. Columba Mission Site                                            |                                                                     | 1973 ID-Nr. 73000974 | Adresse nicht veröffentlicht                                                                                    | Nisswa               | Stelle, an der 1852 eine Missionsstation errichtet wurde, die im Dakota-Krieg von 1862 zerstört wurde                                                                               |
| 32    | Upper Hay Lake Archeological District                               |                                                                     | 1974 ID-Nr. 74001016 | Adresse nicht veröffentlicht                                                                                    | Jenkins              | Ausgrabungsstätte mit Fundstücken aus der Zeit zwischen 900 und 1650 |